# 2858 Carlosporter
2858 Carlosporter (1975 XB) là một tiểu hành tinh vành đai chính được phát hiện ngày 1 tháng 12 năm 1975 bởi Wroblewski, H. ở Cerro El Roble.